# Rockville (Maryland)
Rockville és una població dels Estats Units a l'estat de Maryland. Segons el cens del 2010 tenia 62.476 habitants.

## Demografia
Segons el cens del 2000, Rockville tenia 47.388 habitants, 17.247 habitatges, i 12.003 famílies. La densitat de població era de 1.360,3 habitants per km².
Dels 17.247 habitatges en un 33% hi vivien nens de menys de 18 anys, en un 56,6% hi vivien parelles casades, en un 9,5% dones solteres, i en un 30,4% no eren unitats familiars. En el 23,8% dels habitatges hi vivien persones soles el 8,9% de les quals corresponia a persones de 65 anys o més que vivien soles. El nombre mitjà de persones vivint en cada habitatge era de 2,65 i el nombre mitjà de persones que vivien en cada família era de 3,13.
Per edats la població es repartia de la següent manera: un 23,4% tenia menys de 18 anys, un 7% entre 18 i 24, un 32,1% entre 25 i 44, un 24,4% de 45 a 60 i un 13,1% 65 anys o més.
L'edat mediana era de 38 anys. Per cada 100 dones de 18 o més anys hi havia 92,2 homes.
Entorn del 5,6% de les famílies i el 7,8% de la població estaven per davall del llindar de pobresa.

## Poblacions més properes
El següent diagrama mostra les poblacions més properes.